# Denholm Group
Die Denholm Group (eigentlich J. & J. Denholm Limited) ist eine Holding-Gesellschaft mit Sitz in Glasgow. Die familiengeführte Unternehmensgruppe ist aufgeteilt in vier Geschäftsbereiche: Schifffahrt, Logistik, Meeresfrüchte und Industrielle Dienstleistungen.

## Geschichte
Das Unternehmen wurde im Jahr 1866 von James Denholm in Greenock gegründet. Denholm, dessen Vater Kapitän war, begann zunächst als Schifffahrtsagentur. Drei Jahre nach der Gründung trat James’ Bruder John Denholm in den Betrieb ein, woraufhin man als J. & J. Denholm firmierte. 1872 erwarb man den Toppsegelschoner David Sinclair und setzte ihn auf eigene Rechnung im Westindienhandel ein. Es folgten zehn weitere Segelschiffe, bevor man 1882 das erste Dampfschiff, die Carronpark, erwarb. Die Namensgebung nach einem Park in Greenock wurde zu einer Reedereitradition.

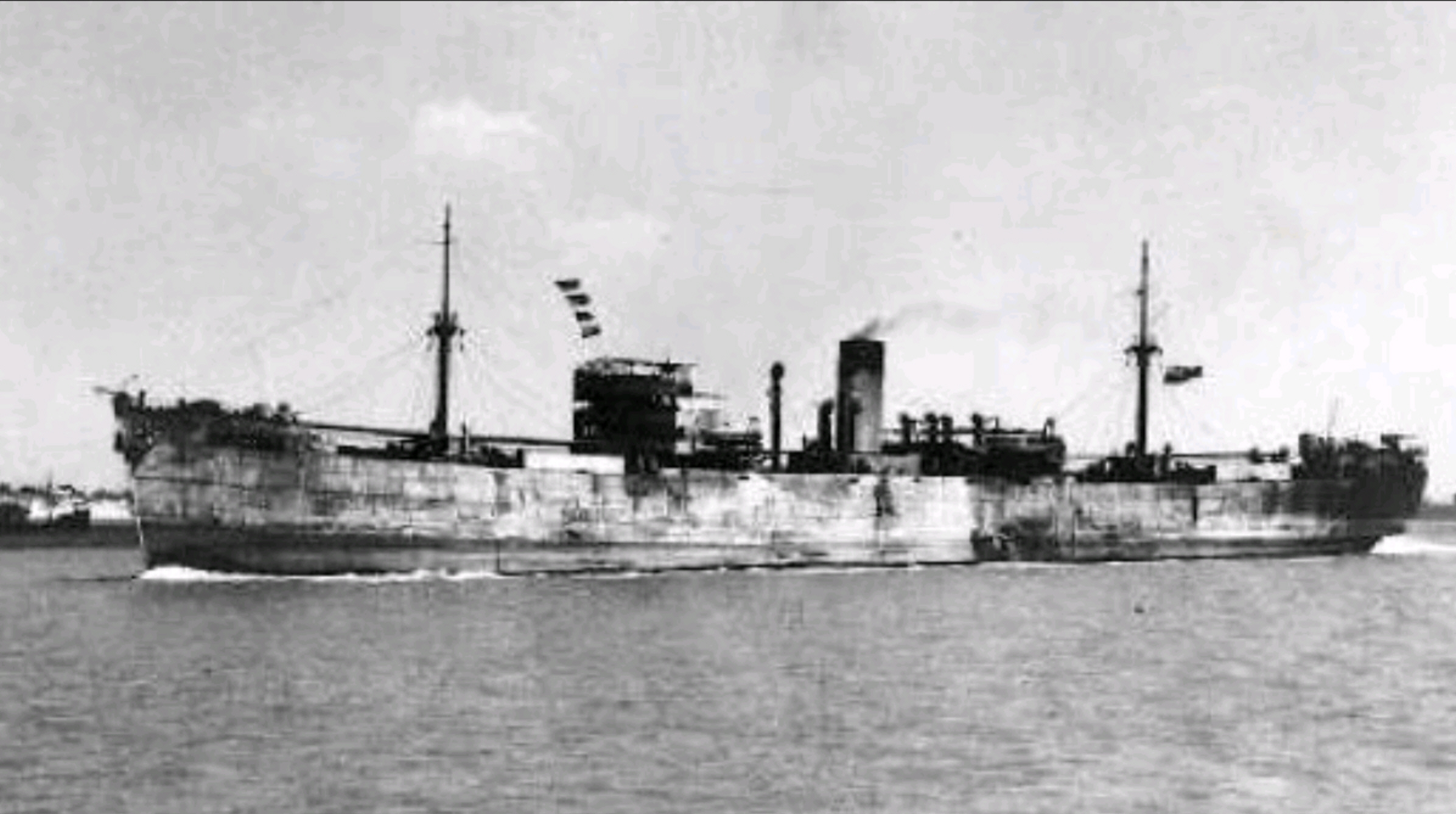
Die 1939 für Denholm gebaute Broompark

In den 1970er Jahren reduzierte Denholm den eigenen Reedereibetrieb und verstärkte stattdessen seinen Schiffahrtsagenturbereich und diversifizierte das Unternehmen in den Bereich Logistik. Darüber hinaus übernahm Denholm 1986 die Fischhandelssparte von Christian Salvesen und erwarb Dienstleistungsunternehmen für Industrie und Ölförderung.
Heute setzt die Denholm-Gruppe über 230 Millionen £ um und beschäftigt über 1000 Mitarbeiter.

## Weblink
- Internetauftritt der Denholm-Gruppe (englisch)